# Đại Ấn Độ

Bản đồ Đại Ấn Độ (Akhand Bharat), bao gồm Pakistan, Ấn Độ, Bangladesh, Afghanistan, Nepal, Bhutan, Myanmar và Sri Lanka

Đại Ấn Độ hay Akhand Bharat (tiếng Hindi: अखण्ड भारत, đã Latinh hoá: Akhaṇḍ Bhārat; tiếng Anh: Greater India) là khái niệm liên quan đến chủ nghĩa phục hồi lãnh thổ, trong đó, từ Akhand Bharat có nghĩa đen là "Ấn Độ không thể tách rời".

## Lịch sử
Tại thời điểm diễn ra phong trào độc lập Ấn Độ, K.M. Munshi chủ trương Akhand Hindustan, một đề xuất rằng mà Mahatma Gandhi, tin rằng "do người Anh muốn duy trì đế quốc của họ qua việc theo đuổi chính sách chia để trị, việc thống nhất Ấn giáo-Hồi giáo không thể đạt được chừng nào đế quốc Anh còn ở đây." Bên cạnh đó, Mazhar Ali Khan viết "anh em nhà Khan [bị] quyết định chiến đấu cho Akhand Hindustan, và thách thức Liên đoàn Hồi giáo toàn Ấn để đấu tranh giải quyết vấn đề trước cử tri đoàn của tỉnh." Ngày 7–8 tháng 10 năm 1944, tại Delhi, Radha Kumud Mukherjee chủ trì Hội nghị Các lãnh đạo Akhand Hindusthan.

## Sử dụng hiện đại
Tạo dựng một Đại Ấn Độ (Akhand Bharat hay Akhand Hindusthan) thỉnh thoảng được kêu gọi bởi những tổ chức văn hóa và chính trị theo xu hướng Hindutva Ấn Độ như Hindu Mahasabha, Rashtriya Swayamsevak Sangh (RSS), Vishwa Hindu Parishad, Hindu Janajagruti Samiti, Đảng Bharatiya Janata (BJP). Một tổ chức khác cũng chung quan điểm này, Akhand Hindustan Morcha, lấy hẳn tên lý tưởng đặt tên cho tổ chức mình. Các chính đảng phi tôn giáo lớn ở Ấn Độ như Đảng Quốc Đại, giữ quan điểm chống lại việc chia cắt lãnh thổ Ấn Độ vì lý do tôn giáo, không tán thành ý tưởng về Đại Ấn Độ.
Các bản đồ trước năm 1947, thời điểm Ấn Độ bị chia cắt, thể hiện các bang hiện tại của Pakistan và Bangladesh là một phần lãnh thổ Ấn Độ thuộc Anh minh họa biên giới của một Đại Ấn Độ sơ khai. Thành lập Đại Ấn Độ liên hệ một cách lý tưởng tới khái niệm Hindutva và ý tưởng sangathan (thống nhất) và shuddhi (thuần khiết), tập trung vào chính trị Ấn Độ hiện đại trên cơ sở văn minh và di sản Nam Á cổ đại.
Trong khi giới lãnh đạo Đảng Đảng Bharatiya Janata cánh hữu tỏ vẻ do dự, RSS luôn bảo lưu những đề xuất mạnh mẽ cho ý tưởng này. Trong cuốn The Tragic Story of Partition (nghĩa: Bi kịch chia rẽ) của mình, lãnh đạo RSS H. V. Seshadri nhấn mạnh về tầm quan trọng của một Đại Ấn Độ. Tờ báo Organiser thân RSS thường đăng các bài xã luận của các lãnh đạo tổ chức này này như SarsanghaChalak đương nhiệm, Mohan Bhagwat, ủng hộ lý thuyết, rằng chỉ có Đại Ấn Độ và sampoorna samaj (xã hội thống nhất) mới có thể mang lại tự do "thật sự" cho người dân Ấn Độ.
Tổ chức cánh hữu Vishwa Hindu Parishad vẫn duy trì ủng hộ mạnh mẽ đề xuất ý tưởng này, và người lãnh đạo, Praveen Togadia, cho rằng tỉ suất sinh của những người Ấn Độ giáo nên tăng cao để cờ Ấn Độ luôn tung bay ở "Kandahar, Lahore, và Dhaka" (tương ứng ở Afghanistan, Pakistan, và Bangladesh).